# مردان کوچک (فیلم ۲۰۱۶)
مردان کوچک (انگلیسی: Little Men) فیلمی در ژانر درام است که در سال ۲۰۱۶ منتشر شد. از بازیگران آن می‌توان به گرگ کینر اشاره کرد.

## خلاصه فیلم
دو نوجوان با اینکه که اختلافات و دشمنی میان والدین‌شان روز به روز افزایش می‌یابد، رابطه دوستی صمیمی تشکیل می‌دهند و ...